# Пон-де-Севр (станция метро)
Пон-де-Севр (фр. Pont de Sèvres) — конечная станция линии 9 Парижского метрополитена, расположенная в коммуне Булонь-Бийанкур. Своё название получила по одноимённому мосту через Сену, ведущему в расположенную на противоположном берегу коммуну Севр.
В пешей доступности от станции располагаются Национальный музей керамики и остановка трамвайной линии № Т2.

## История
- Станция открылась 3 февраля 1934 года в конце пускового участка Порт-де-Сен-Клу — Пон-де-Севр
- Пассажиропоток по станции по входу в 2011 году, по данным RATP, составил 4 352 829 человек[2]. В 2012 году этот показатель вырос до 4 470 244 человек[3], а в 2013 году на станцию вошёл 4 557 271 пассажир (99 место по уровню входного пассажиропотока в Парижском метро)[4]

## Перспективы
К 2022 году  станция "Пон-де-Севр" должна стать пересадочным узлом на конечную станцию первой очереди линии 15, сооружаемой в рамках проекта Гранд Пари Экспресс. Глубина заложения нового зала составит 28 метров .

## Путевое развитие
Станция состоит из трёх путей. В восточной горловине к станции примыкают тупик для отстоя поездов и служебная соединительная ветвь в реконструируемое ателье де Булонь. В западной горловине расположен трёхпутный тупик, средний путь которого используется для оборота поездов, остальные — для отстоя составов.

## Галерея

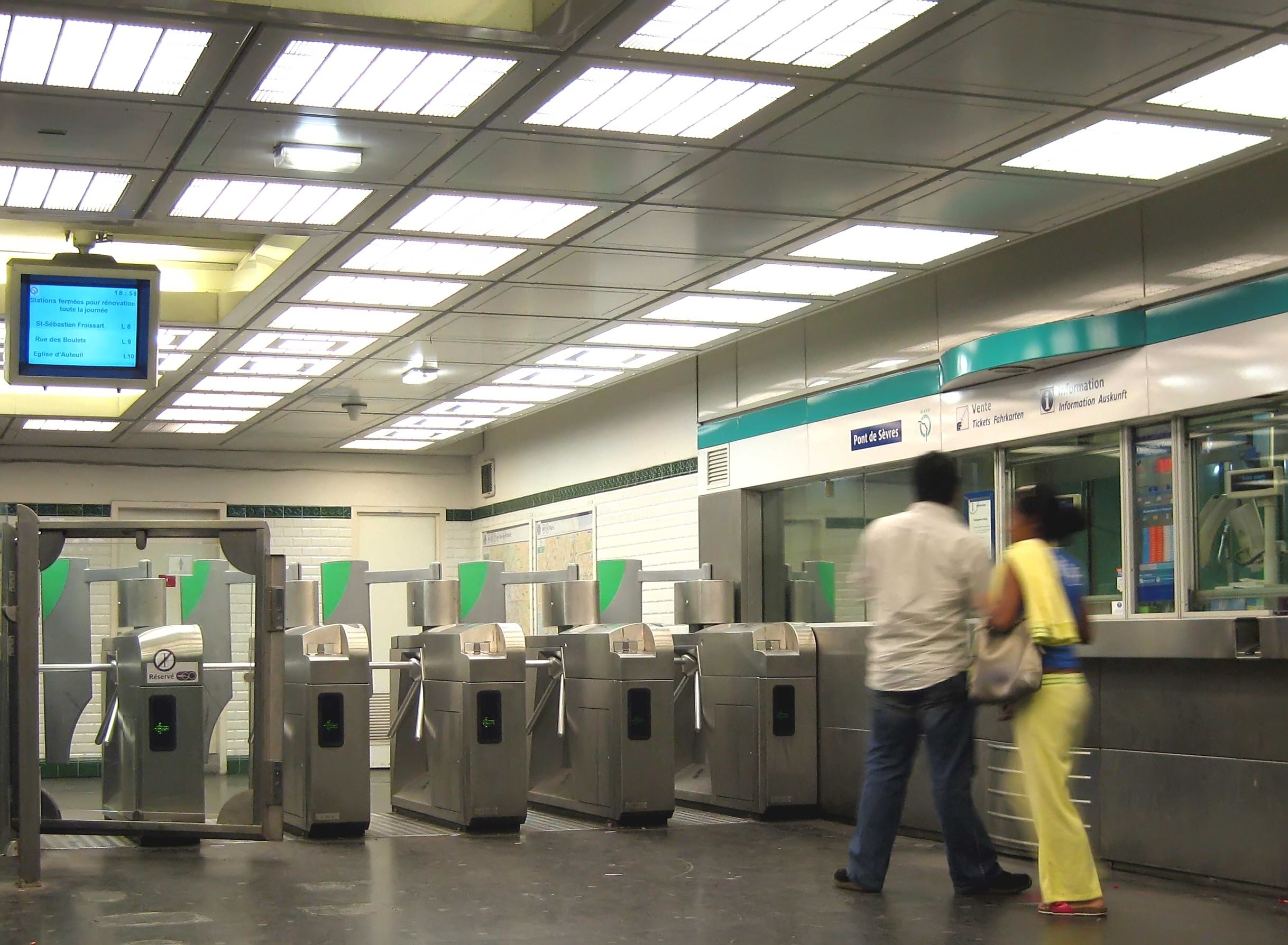
Кассовый зал
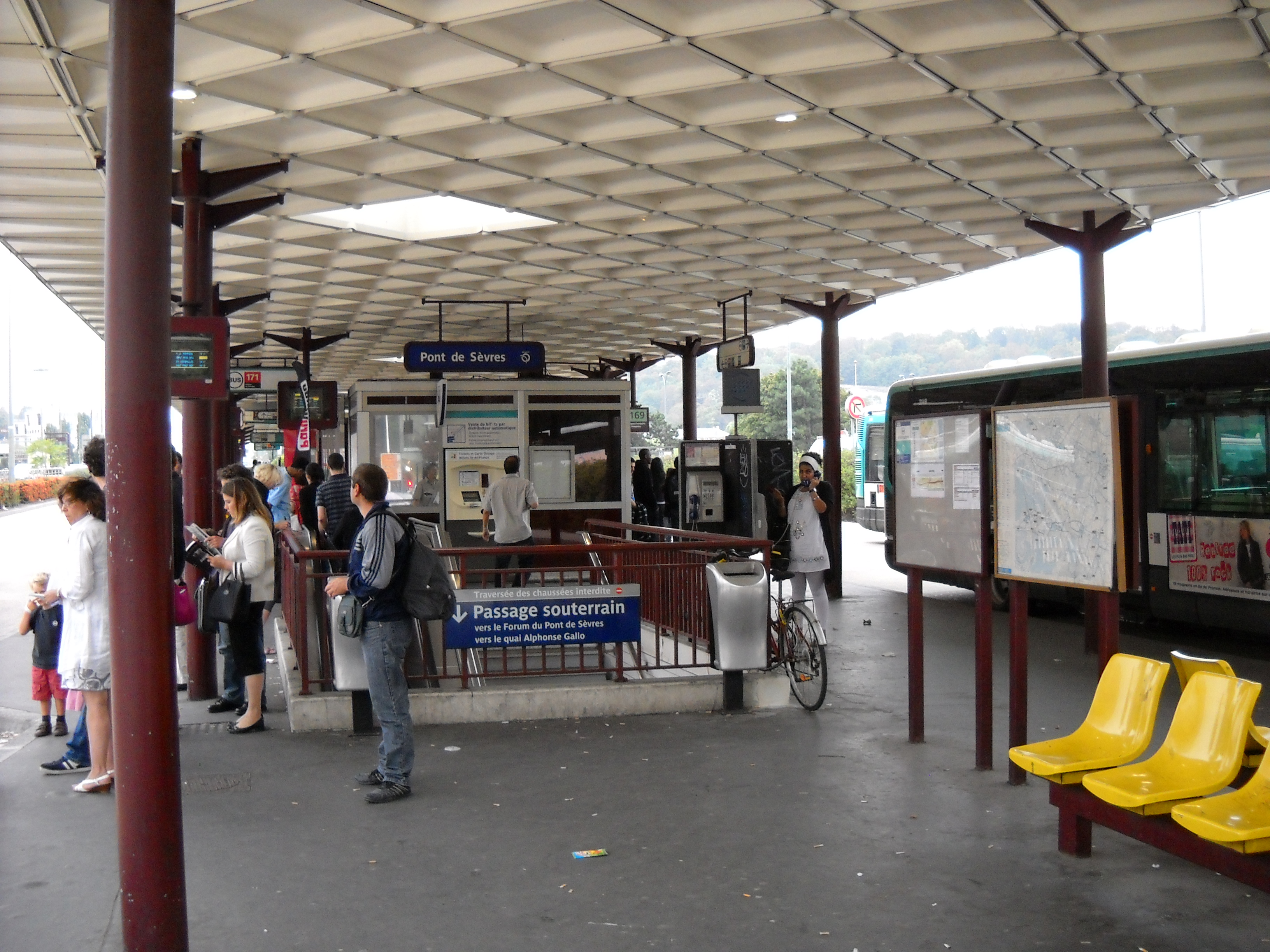
Лестничный сход на пригородной автостанции возле метро